# 关仁山
关仁山（1963年—），男，滿族，河北丰南人，中國當代作家。曾獲庄重文文学奖、第五屆全国少数民族文学创作骏马奖、第三届《人民文学》优秀小说奖等獎項。

## 著作
长篇小说
- 《胭脂稻传奇》1988长江文艺出版社
- 《魔幻处女海》1991长江文艺出版社
- 《福镇》1997百花文艺出版社
- 《风暴潮》1999人民文学出版社
- 《天高地厚》2002北京十月文艺出版社
  - 《天高地厚》绘画评点本2011工人出版社
- 《权力交锋》2004贵州人民出版社
- 《白纸门》2007春风文艺出版社
- 《官员生活》2009作家出版社
- 《麦河》2010河北教育出版社
- 《日頭》2014人民文学出版社
- 《金谷银山》2018作家出版社
- 《白洋淀上》共3卷，2022年作家出版社
- 《白洋淀上前传》，2023年花山文艺出版社

长篇纪实
- 《小镇太阳神》，1990
- 《唐山大地震》与王家惠合著，2010

中短篇小说集
- 《大雪无乡》1997
- 《不爱不明白》2000群众出版社
- 《共同利益》2002花山文艺出版社
- 《野秧子》2002大众文艺出版社
- 《黑凤凰》2014人民文学出版社
- 《农村青年李继承的城市生活》2019作家出版社
- 《九月还乡》2020河南文艺出版社

散文集
- 《感天动地 从唐山到汶川》2008河北教育出版社
- 《关仁山文集》四册，2017花山文艺出版社。
  - 《信任》《落魂天》《镜子里的打碗花》《给生命来点幽默》
- 《大地长歌》2018
- 《太行沃土》2020河北人民出版社
- 《太行山上的夜莺》2020中国文史出版社

文集
《关仁山文集》（全10卷）2017-01 花山文艺出版社